# Говард, Фредерик, 5-й граф Карлайл
Фредерик Говард, 5-й граф Карлайл (англ. Frederick Howard, 5th Earl of Carlisle) — британский государственный деятель и писатель.

## Биография
Родился в родовом замке Говард в семье Генри Говарда, 4-го графа Карлайла и его второй жены Изабеллы Байрон.
В 1767 году граф Карлайл был награждён орденом Чертополоха, а в 1770 стал членом Палаты лордов. В возрасте тридцати лет Говард был назначен Фредериком Нортом председателем так называемой «Карлайлской комиссии» по примирению с Тринадцатью колониями; его назначение было принято оппозицией с насмешкой. Несмотря на неудачу, считалось, что виновато правительство премьер-министра. Сам же граф проявил некие достоинства, благодаря которым в 1780 году ему было доверено наместничество в Ирландии.
Несмотря на нестабильность обстановки, два года правления Карлайла прошли в тишине, а учреждение национального банка и другие меры, которые он принимал, принесли полезные результаты для улучшения торговли на острове. В 1789 году в дискуссиях о регентстве Карлайл принял сторону принца Уэльского.
В 1791 году он выступил против Уильяма Питта Младшего с его политикой расчленения Османской империи, но с началом Французской революции он оставил оппозицию и энергично поддержал войны. Он вышел из ордена Чертополоха и в 1793 г. получил орден Подвязки. В 1815 году выступил против принятия хлебных законов, но с этого времени и до самой смерти он не принимал участия в общественной жизни.

## Семья
22 марта 1770 года Фредерик женился на леди Маргарет Кэролайн Левесон-Гоуэр (умерла 27 января 1824 года), внучке Срупа Эгертона, 1-го герцога Бриджуотера.
У них было десять детей:
- Леди Изабелла Кэролайн Ховард (1771—1848)
- Джордж Говард, 6-й граф Карлайл (1773—1848)
- Леди Шарлотта Ховард (родилась и умерла в 1774 году)
- Леди Сьюзан Мария Ховард (1776—1783)
- Леди Луиза Ховард (1778—1781)
- Леди Элизабет Ховард (13 ноября 1780 года — 29 ноября 1825 года)
- Уильям Ховард (1781—1843)
- Леди Гертруда Говард (1783—1870)
- Фредерик Ховард (6 декабря 1785 — 18 июня 1815)
- Генри Эдвард Джон Ховард (1795—1868)

Историк шахмат Гарольд Мэррей также утверждал (на основе косвенных данных), что внебрачным сыном 5-го графа Карлайла был знаменитый английский шахматист Говард Стаунтон. Подтвердить или опровергнуть эту информацию невозможно, так как до сих пор не обнаружено никаких записей о рождении или крещении Стаунтона.

## Работы
- Poems, London, 1773
- The Father’s Revenge (a tragedy in five acts), London, 1783
- To Sir J. Reynolds, (verses), London, 1790
- A Letter to Earl FitzWilliam, London, 1795
- The Crisis, London, 1798
- Unite or Fall, London, 1798
- The Stepmother, (a tragedy), London, 1800
- The Tragedies and Poems of Frederick, Earl of Carlisle, London, 1801
- Verses on the Death on Lord Nelson, London, 1806
- Thoughts on the present Condition of the Stage, London, 1808
- Miscellanies, London, 1820